# Comisariado del Pueblo de Asuntos Militares y Navales de la URSS
El Comisariado del Pueblo para Asuntos Militares y Navales de la Unión Soviética (en ruso: Народный комиссариат по военным и морским делам СССР, Narkomvoenmor) fue el órgano central de la administración militar que administró y dirigió a las Fuerzas Armadas Soviéticas desde el 12 de noviembre de 1923 hasta el 15 de marzo de 1934.

## Historia
El Comisariado del Pueblo fue creado el 12 de noviembre de 1923, como resultado a partir de la fusión de dos comisariados del pueblo independientes (el de Asuntos Militares y el de Asuntos Navales) de la RSFS de Rusia. En 1934, fue abolido, cuando fue reemplazado por el Comisariado del Pueblo para la Defensa.
El Comisariado del Pueblo para Asuntos Militares y Navales, como organismo de toda la Unión, se dedicaba a la construcción, gestión, entrenamiento de combate y suministro de las Fuerzas Armadas de la Unión Soviética, al desarrollo e implementación de planes y medidas para la defensa terrestre y naval del país, cuestiones de reclutamiento y entrenamiento previo al reclutamiento. El comisariado estaba dirigido por un comisario del pueblo, que al mismo tiempo ocupaba el cargo de presidente del Consejo Militar Revolucionario.
Debido a que las actividades del Consejo Militar Revolucionario duplicaron en gran medida las funciones de la Comisión de Defensa del Consejo de Comisarios del Pueblo de la URSS , por resolución del Comité Ejecutivo Central de la URSS del 20 de julio de 1934, el Consejo Militar Revolucionario fue abolido, y el Comisariado del Pueblo para Asuntos Militares y Navales fue reemplazado posteriormente por el Comisariado del Pueblo de Defensa de la Unión Soviética.

## Lista de Comisarios del Pueblo
| N.º | Comisario | Comisario                      | Partido | Partido           | Periodo                                     | Gabinete                  |
| --- | --------- | ------------------------------ | ------- | ----------------- | ------------------------------------------- | ------------------------- |
| 1   |           | Lev Trotski (1879–1940)        |         | Partido Comunista | 12 de noviembre de 1923-26 de enero de 1925 | Lenin II Rýkov I          |
| 2   |           | Mijaíl Frunze (1885-1925)      |         | Partido Comunista | 26 de enero de 1925-31 de octubre de 1925   | Rýkov I–II                |
| 3   |           | Kliment Voroshílov (1881-1969) |         | Partido Comunista | 6 de noviembre de 1925-20 de junio de 1934  | Rýkov II–III–IV Mólotov I |